# Уряд Бутану
Уряд Бутану (дзонґ-ке ལྷན་རྒྱས་གཞུང་ཚོགས་) — вищий орган виконавчої влади Бутану.

## Голова уряду
- Прем'єр-міністр — Черінг Тобгай (англ. Tshering Tobgay).

## Кабінет міністрів
Склад чинного уряду подано станом на 28 лютого 2014 року.
| Логотип | Міністерство                                   | Міністр                                    | Фото | Час на посаді | Час на посаді | Партія | Партія | Вебсайт                                        |
| ------- | ---------------------------------------------- | ------------------------------------------ | ---- | ------------- | ------------- | ------ | ------ | ---------------------------------------------- |
|         | Міністерство внутрішніх справ і культури       | Дамчо Дорджи (Damcho Dorji)                |      |               |               |        |        |                                                |
|         | Міністерство економіки                         | Норбу Вангчук (Norbu Wangchuk)             |      |               |               |        |        | [Архівовано 6 липня 2011 у Wayback Machine.]   |
|         | Міністерство закордонних справ                 | Рінзін Дорджи (Rinzin Dorji)               |      |               |               |        |        |                                                |
|         | Міністерство освіти                            | Мінгбо Дукпа (Mingbo Dukpa)                |      |               |               |        |        | [Архівовано 27 червня 2010 у Wayback Machine.] |
|         | Міністерство охорони здоров'я                  | Тандін Вангчук (Tandin Wangchuk)           |      |               |               |        |        | [Архівовано 14 травня 2012 у WebCite]          |
|         | Міністерство житлово-комунального господарства | Нгіма Сангай Чемпо (Ngeema Sangay Tshempo) |      |               |               |        |        | [Архівовано 16 липня 2011 у Wayback Machine.]  |
|         | Міністерство праці та житла                    | Дорджи Годен (&Dorji Choden)               |      |               |               |        |        |                                                |
|         | Міністерство сільського господарства           | Єшай Дорджи (Yeshay Dorji)                 |      |               |               |        |        |                                                |
|         | Міністерство фінансів                          | Намгай Дорджи (Namgay Dorji)               |      |               |               |        |        | [Архівовано 13 липня 2011 у Wayback Machine.]  |
|         | Міністерство інформації та зв'язку             | Дангуель (D. N. Dhungyel)                  |      |               |               |        |        | [Архівовано 13 липня 2011 у Wayback Machine.]  |

## Департаменти міністерств
- Міністерство сільського господарства
  - Рада з досліджень
  - Департамент сільського господарства
  - Департамент лісового господарства
  - Департамент тваринництва
  - Департамент геодезії і картографії
  - Корпорація осіменіння
  - Продовольча корпорація Бутану
  - Корпорація лісового розвитку
  - Національний центр біорізноманіття
- Міністерство економіки
  - Департамент енергетики
  - Департамент геології та гірничодобувної промисловості
  - Департамент промисловості
  - Департамент туризму
  - Департамент торгівлі
- Міністерство освіти
  - Департамент вищої освіти
  - Департамент шкільної освіти
  - Департамент у справах молоді, культури та спорту
  - Департамент розвитку дзонг-ке
- Міністерство фінансів
  - Кредитний департамент
  - Бюджетний департамент
  - Департамент державної власності
  - Департамент громадських вкладів
  - Департамент з податків і митних зборів
  - Департамент лотерей
- Міністерство закордонних справ
  - Департамент двосторонніх відносин
  - Департамент багатосторонніх відносин
  - Протокольний департамент
- Міністерство охорони здоров'я
  - Департамент охорони здоров'я
  - Департамент громадських служб
- Міністерство внутрішніх справ і культури
  - Бюро законності та порядку
  - Департамент цивільної реєстрації і перепису населення
  - Департамент культури та спадщини
  - Департамент з питань імміграції
  - Департамент місцевого самоврядування
  - Офіс уповноваженого з перепису
- Міністерство інформації і комунікацій
  - Bhutan Infocomm and Media Authority
  - Департамент цивільної авіації
  - Департамент інформації і друку
  - Департамент інформаційних технологій
  - Департамент безпеки дорожнього руху і управління транспортом
  - Бутанська радіомовна служба
  - Пошта Бутану
  - Бутанська телекомпанія
  - Друк Ейр
  - Kuensel Corporation
- Міністерство праці та людських ресурсів
  - Департамент з питань зайнятості
  - Департамент людських ресурсів
  - Департамент праці
  - Департамент професійних стандартів
- Міністерство житлово-комунального господарства
  - Департамент автомобільних шляхів
  - Департамент міського розвитку та інженерних служб
  - Департамент стандартизації та контролю якості

## Історія
До 1999 року уряд знаходився під керівництвом короля Бутану. Як важливий крок у бік демократизації король у 1999 році розпустив кабінет міністрів і відійшов від керівництва урядом. Були призначені шість нових міністрів, яких затвердила Національна асамблея. З цієї групи міністрів голосуванням у Національній асамблеї було обрано голову (згодом прем'єр-міністр).